# マツダ・MX-81
マツダ・MX-81(マツダ・エムエックス81)は、東洋工業（現・マツダ）が制作したコンセプトカー。

## 概要
1981年の東京モーターショーで発表されたコンセプトカー。形式名は「M」がマツダ、「X」が未知なる存在やExperimental、「81」が発表年を表す形とし、その後1987年の「MX-04」までMXを冠したコンセプトカーが複数制作された。
マツダ323(ファミリア)をベースにしており、エンジンは1.5Lターボのものを積んでいる。「ファミリアの10年後はどうなっているか」をコンセプトとしてイタリアのカロッツエリアであるベルトーネが設計、外観はリトラクタブルライトとコンシールドワイパーを組み合わせ空気抵抗を減らした形とし、車内にはステアリングホイールの代わりとして燃費などの情報を三次元的に表示する1台のブラウン管モニターを搭載した回転式のインパネを設置し、後方には障害物レーダーも配した。

## レストア
通常、展示などが終わった後、コンセプトカーやプロトタイプは廃棄されることが多い。しかしMX-81はマツダの渕崎工場で長年保管されており、2021年にレストアが行われることになった。放置されていたものの、大きなダメージはなかったため、マツダ本社でブレーキ、ステアリング、電気系統、エンジンなどが修理され、サーキットでテスト走行を行い、その後トリノに運ばれパネルや塗装、リトラクタブルヘッドライトなどの修理を経て、1981年の発表時と同様にミラノのドゥオーモ広場にて撮影が行われた。
その後、2023年3月31日にマツダはAUTOMOBILE COUNCIL 2023（会期：同年4月14日～16日）への出展概要を発表し、同社の出展車両としてMX-30 e-SKYACTIV R-EV（欧州仕様車）・RX-8 ハイドロジェンRE・コスモAPと並んで展示された
。